# NGC 435
NGC 435 es una galaxia espiral de la constelación de Cetus. 
Fue descubierta el 23 de octubre de 1864 por el astrónomo Albert Marth.